# Ivor Spencer School for Butlers
Ivor Spencer School for Butlers, långt namn: Ivor Spencer School for Butler Administrators and Personal Assistants, är en brittisk skola för butlers. Skolan, belägen i Dulwich, grundades i januari 1981 av Ivor Spencer och hade sitt ursprung i Ivor Spencer School for Professional Toastmasters. 
Vid skolan utbildas årligen flera kullar inom servicebranschen. Grundutbildningen till butler tar cirka sex veckor. 